# Дюссак

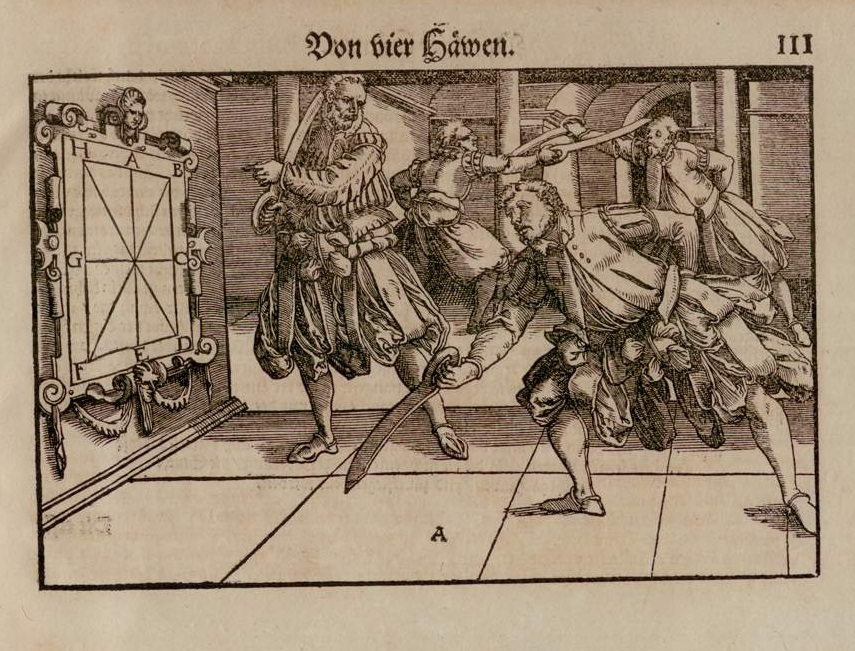
Дюссаками вооружены фехтовальщики на данном изображении

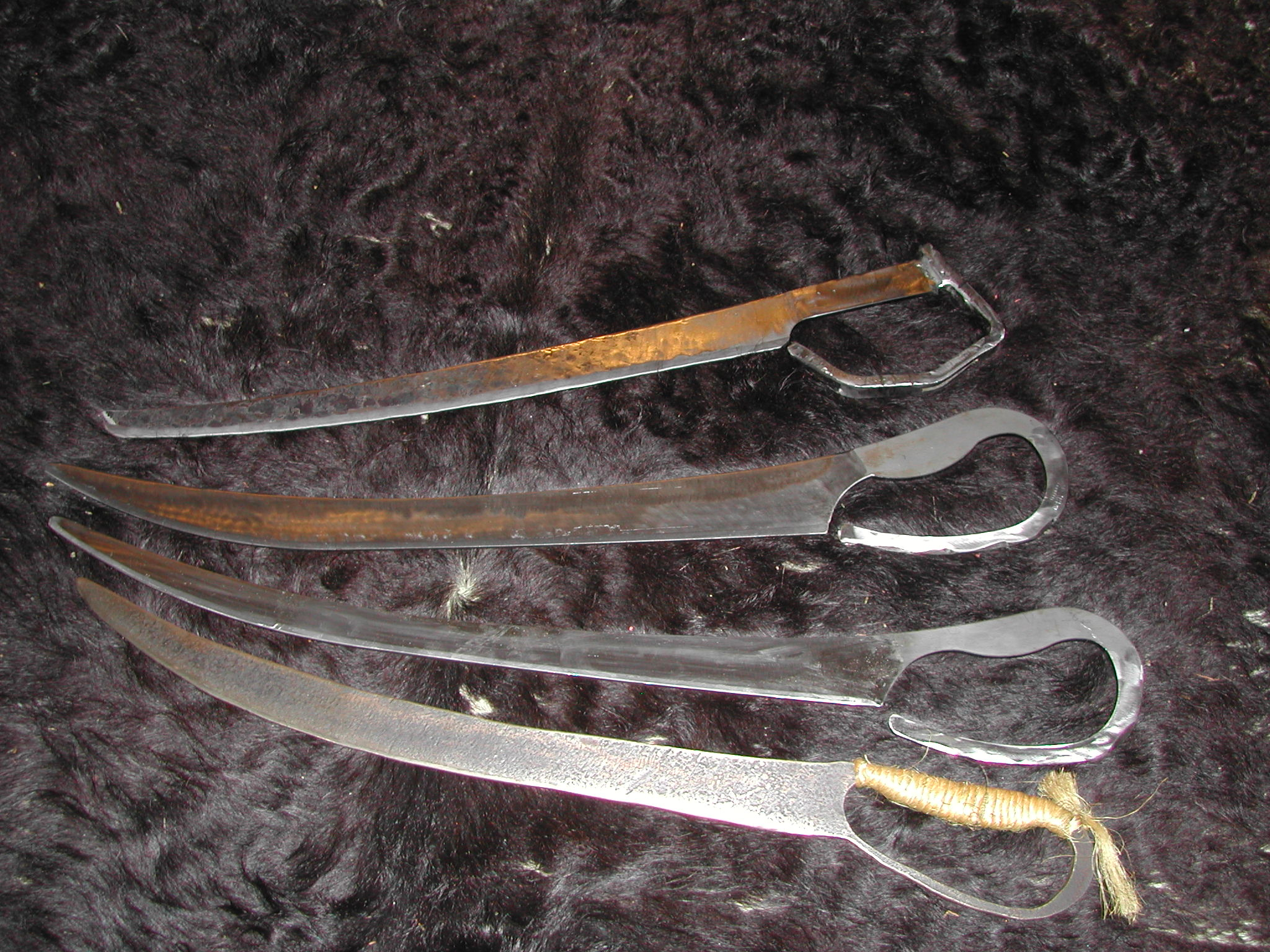
Дюссаки

Дюссак (нем. Dussack) — короткое колюще-рубящее холодное оружие. Состоял дюссак только из широкого (5−6 см), прямого или слегка изогнутого сужающегося с острию клинка, функцию рукояти и гарды выполнял длинный загнутый хвостовик. Общая длина оружия 60−95 см, толщина клинка 4−5 мм, клинок не имеет долов и иных конструктивных элементов, изгиб и сужение, как правило, равномерны по всей длине. Происходит дюссак, вероятно, от фальшиона, однако является самостоятельным видом оружия, имея ряд характерных признаков. В 1570 году выходит знаменитая среди фехтовальщиков и исследователей оружия работа Йоахима Мейера, где очень подробно, с большим количеством иллюстраций, наряду с описанием применения двуручного меча, алебарды, цепа и рапиры описывается система фехтования и на дюссаках в том числе. По словам самого автора труда, дюссак в то время был очень распространен в Германии. Кроме того, он считал, что обучение владению дюссаком способствует развитию навыков фехтования одноручным оружием в целом. Вскоре дюссак стал восприниматься чуть ли не как один из основных тренировочных видов оружия во многих фехтовальных школах Германии, просуществовав в таком виде вплоть до конца XVIII в.